# يدالله تاجيك (مقاطعة فارياب)
يدالله تاجيك (بالفارسية: تلمبه یدالله تاجیک ریحان‌آباد) هي مستوطنة تقع في كرمان في إيران. يقدر عدد سكانها بـ 141 نسمة بحسب إحصاء 2016.